# Age of Empires III: The Asian Dynasties
Age of Empires III: The Asian Dynasties — второе дополнение для Age of Empires III, компьютерной игры в жанре стратегий в реальном времени, разработанный совместно компаниями Ensemble Studios и Big Huge Games. Изданием занималась Microsoft Studios. Портирование и издание игры на ПК Macintosh осуществлено компанией MacSoft. The Asian Dynasties — второе дополнение для игры, оно выпущено после Age of Empires III: The WarChiefs. В игре представлены три новые цивилизации: Китай, Япония и Индия. Также в игре присутствуют менее значительные народы, новые кампании, карты, игровые режимы.

## Геймплей
Геймплей в дополнении The Asian Dynasties подобен геймплею оригинальной игры, Age of Empires III. В дополнении основной упор сделан на добавление в игру нового содержания, а не на введение новых игровых механик.

Экспорт в дополнении стал особым ресурсом, доступным только трем азиатским цивилизациям. Его можно использовать для найма войск других народов, а также для исследования технологий через консулат, где игрок может назначить врагов, союзников, а также выбрать японский изоляционизм. Экспорт создается автоматически во время занятия поселенцев собирательством, однако скорость его поступления значительно ниже, чем у других ресурсов, что обуславливает его необходимость для создания большого войска. Повышение скорости начисления экспорта, а также очки опыта начисляются и другими способами (например, за священных коров в случае Индии), которые уникальны у каждой цивилизации.
| Системные требования | Системные требования                                       | Системные требования                                       |
| -------------------- | ---------------------------------------------------------- | ---------------------------------------------------------- |
|                      | Рекомендации                                               |                                                            |
| Windows              |                                                            |                                                            |
| ОС                   | Windows XP                                                 | Windows XP                                                 |
| ЦПУ                  | Intel Core 2 Duo 2.2 ГГц или AMD Athlon 64 X2 2.0 ГГц      | Intel Core 2 Duo 2.2 ГГц или AMD Athlon 64 X2 2.0 ГГц      |
| Объём ОЗУ            | 2 Гб                                                       | 2 Гб                                                       |
| Место на диске       | 12 Гб                                                      | 12 Гб                                                      |
| Видеокарта           | 64 Мб видеопамяти NVIDIA GeForce 6800 или ATI Radeon X1300 | 64 Мб видеопамяти NVIDIA GeForce 6800 или ATI Radeon X1300 |

### Державы
| Флаг | Держава | Метрополия | Руководитель    | Особенности |
| ---- | ------- | ---------- | --------------- | --- |
|      | Индия   | Дели       | Акбар I Великий | Крестьяне создаются за древесину, а не за пищу. Не могут получать пищу от скота, который вместо этого генерирует опыт. Большинство поставок дают бесплатных крестьян. |
|      | Китай   | Пекин      | Канси           | Вместо домов — деревни, которые сочетают в себе функции дома и загона для домашнего скота. Знаменные армии создаются группами. Можно достичь 220 единиц жилья.        |
|      | Япония  | Эдо        | Токугава Иэясу  | Крестьяне не могут охотиться; доступно создание лишь 75 крестьян. Святилища привлекают животных, производя ресурсы. Большинство карточек можно отправить дважды.      |

### Цивилизации
В дополнении The Asian Dynasties были введены три новые цивилизации. Каждая из этих цивилизаций обладает монахами (англ. monks), которые заменяют им исследователей (англ. explorers) из предыдущих версий игры. Монахи обладают умением «оглушение» вместо умений «меткий стрелок» (у европейских военных юнитов) и «дружба с природой» (у юнита «Военный вождь»).
Также в The Asian Dynasties игрок может нанять войска у шести так называемых туземных цивилизаций: суфии, Шаолинь, дзэн, садху, бхакти, иезуиты.
- Индия. Домашний город этой цивилизации не предоставляет «карты снабжения поселенцами», однако игрок получает одного поселенца практически с каждой поставкой.[2] Каждый поселенец, полученный не из домашнего города, имеет стоимость в дереве, а не в пище. Также поселенцы этой цивилизации не могут забивать домашний скот в пищу, однако могут строить «Святые поля» (англ. Sacred Field), дающие дополнительные очки опыта, когда животные находятся на них. Основные военные единицы — сипаи (мушкетеры), гуркхи (линейные стрелки), раджпуты (во многом подобны родельерос), кроме того могут использоваться разные типы кавалерии на верблюдах и слонах. Оба типа монахов брахманов передвигаются на слонах и могут исцелять других юнитов изначально. Домашний город цивилизации — Дели, предводитель — Акбар I Великий.[3]
- Китай. В начале игры за эту цивилизацию игрок располагает всего одним исследователем (шаолиньским монахом), а также слабым последователем (англ. disciple). Китайские монахи обладают способностью время от времени наносить критические удары, причиняющие дополнительный урон. Китайские монахи — единственные из азиатских героев, способные тренировать последователей в течение Эпохи открытий (англ. Discovery Age), а также обладают повышенным показателем атаки в сравнении с другими монахами и исследователями других цивилизаций. Также эти монахи обладают способностью перевербовывать поверженных ими врагов в своих последователей, однако шансы этого невелики. У китайской цивилизации ограничение на количество юнитов увеличено до 220, тогда как у других цивилизаций оно равно 200. Однако, чтобы достичь этого значения требуется осуществить ряд улучшений. Также, их военные юниты могут тренироваться в «блоках» подобно русской цивилизации, однако в китайские «блоки» могут входить войска различных типов, то есть, создавая «блок», игрок получается технически полностью боеспособное формирование. При игре за китайскую цивилизацию строят деревни вместо домов или храмов. В деревнях могут быть расположены поселенцы, а также помещенные на откорм животные. Деревня может обеспечивать до 20 юнитов. Домашний город цивилизации — Пекин, предводитель — Канси.[3]
- Япония. Среди боевых единиц этой цивилизации есть даймё и сёгуны. Японские поселенцы не могут добывать пищу посредством охоты или скотоводства, но могут строить храмы вблизи пастбищ, что обеспечивает медленное поступление пищи, дерева или денег (или очков опыта в случае отправки особого груза из домашнего города). Храмы могут быть использованы в качестве домов, в этом качестве они могут обеспечивать 10 единиц. Их уникальная возможность — дважды получать грузы по большинству «карт снабжения». Исследователями, имеющимися в начале игры, являются монахи-лучники Икко-икки, которые могут быть улучшены дополнительными параметрами (улучшениями в монастырях или посредством «карт снабжения»). Эти монахи изначально обладают умением «Удар святости» (англ. Divine Strike), которое используется для добивания охранников или вражеских единиц со сниженным запасом здоровья. Также они изначально обладают движением, временно оглушающим охранников сокровищ. Японские монахи могут строить храмы, что позволяет направить поселенцев на добычу ресурсов или строительство других сооружений. Домашний город цивилизации — Эдо, предводитель — Токугава Иэясу.[3]

### Кампании
В The Asian Dynasties представлены три новые компании, по одной для каждой новой цивилизации. Кроме того, эти кампании возвращены к стилю исторических однопользовательских кампаний, что отличается от кампаний в предыдущих версиях Age of Empires III. Каждая кампания состоит из пяти новых сценариев. Это первые кампании в играх Age of Empires III, события которых не обращаются вокруг вымышленного семейства Блэк.
- Японская кампания развивается вокруг событий объединения Японии, начало которой лежит в сценарии из игры Age of Empires II: The Conquerors, и установления Сёгуната Токугава, действиями которого управляет игрок. Кампания завершается битвой при Сэкигахаре, в ходе которой победа оказывается за кланом Токугава.
- Китайская кампания создана по мотивам книги Мензиса Гевина «1421 — год, когда Китай открыл мир» и рассказывает о том, как флот Чжэн Хэ открыл Новый Свет до Христофора Колумба.
- Индийская кампания рассказывает о Восстании сипаев. Ее сюжет начинается в ситуации, сходной с положением Чейтона Блека в кампании Shadow из дополнения Age of Empires III: The WarChiefs. Протагонист кампании, лейтенант Наниб Сахир (реальный прототип Мангал Панди), служит в одном из сипайских полков под управлением Британской Ост-Индской компании. Он постепенно понимает, насколько жестокими методами компания эксплуатирует индийцев. Кампания начинается, когда Сахир и его командир, полковник Джордж Эдвардсон, направлются на восстановление контроля над торговлей калиевой селитрой в Пенджабе. По ходу кампании Сахир переходит на сторону восставших и осаждает форт под командованием Эдвардсона, в ходе осады который получает смертельные ранения. Сахир находит умирающего Эдварсона, который в агонии проклинает индийцев, говоря, что компания намного больше и могущественней, чем все силы в Индии. На это Сахир объясняет, что ни одна армия не сможет уничтожить любовь индийцев к своей стране. После смерти Эдвардсона Сахир и его сторонник Правар Пател уходят, чтобы начать новую затратную войну против компании.

### Чудеса
В Age of Empires III: The Asian Dynasties каждая из новых цивилизаций для перехода в следующую эпоху должна построить чудо вместо перехода через Центр города (англ. Town Center). В отличие от предыдущих игр в серии Age of Empires, постройка чуда не является условием победы. Игрок может выбрать из ряда чудес, каждое из которых приносит свои выгоды, которые уникальны для каждой цивилизации. После постройки чудо предоставляет начальный бонус в виде определенных юнитов или ресурсов, продолжая после этого приносить пользу цивилизации игрока. Это бонус может быть увеличен в зависимости от эпохи, в которую переходит цивилизация при постройке чуда. Поскольку чудо является зданием, игрок может послать на его строительство произвольное количество поселенцев, что влияет на скорость его постройки. Уничтоженное чудо не может быть отстроено заново.

## Разработка
В начальный период разработки Age of Empires III: The Asian Dynasties компании Ensemble Studios и Big Huge Games работали совместно. Это партнерство стало возможным из-за сильной загрузки Ensemble Studios другими проектами, прежде всего Halo Wars, а также наличию свободных рук в команде разработки стратегий реального времени Big Huge Games. Некоторые из сотрудников Big Huge Games, включая Брайана Рейнолдса (Brian Reynolds), заявили о том, что являются фанатами серии Age of Empires, и потому обратились к Ensemble Studios с предложением совместной работы над предстоящим дополнением. Обе студии много взаимодействовали через интернет и, по словам Рейнолдса, этот процесс протекал хорошо. Ensemble Studios выступила в роли «клиента» в этой работе с Big Huge Games, поэтому игра разрабатывалась, чтобы удовлетворить все требования Ensemble. Дизайнеры Ensemble Studios Грэг Стрит (Greg Street) и Сэнди Пэтэрсен (Sandy Petersen) были постоянными участниками «мозговых штурмов» при работе над игрой.
Демо-версия дополнения The Asian Dynasties стала доступной 4 октября 2007 года. Эта версия содержит японскую цивилизацию, случайную карту на острове Хонсю, а также игровой режим «превосходство» (англ. Supremacy).

## Критика
| Сводный рейтинг    | Сводный рейтинг |
| Агрегатор          | Оценка          |
| ------------------ | --------------- |
| GameRankings       | 78,89 %         |
| Metacritic         | 81 %            |
| «Критиканство»     | 58 %            |
| Иноязычные издания |                 |
| Издание            | Оценка          |
| Eurogamer          | 7/10            |
| GameSpot           | 7,5/10          |
| GameSpy            | [ 13 ]          |
| IGN                | 8,0/10          |

Игра Age of Empires III: The Asian Dynasties получила положительные оценки критиков, которые в среднем составили примерно 80 %. Это приблизительно соответствует результату Age of Empires III.
В IGN похвалили графику, отметив, что использованный графический движок достаточно производителен для этой игры, позволяя «с легкостью отображать как действия на поле боя с большой высоты, так и кинематографические вставки с уровня земли». С IGN соглашается и GameSpot, одобряя добавление «визуальной пиццы» в виде чудес, зданий и отдельных юнитов. Также похвалило игру издание GameSpy, автор Том Чик (Tom Chick) описывал «роскошные пагоды, арки, минареты и знамёна» как «редкое и щедрое послание новых видов». IGN также назвала озвучивание игры «отличным», похвалив при этом «правдоподобные» звуки персонажей. GameSpot не соглашается с этим, посетовав на то, что звуковая составляющая в игре подобна всем предыдущим играм в серии.
Геймплей игры в целом получил положительные оценки, но с некоторыми оговорками. Несмотря на «любовь» Стива Баттса (Steve Butts) к новым юнитам и маневрам, он жалуется на предсказуемость миссий, требуя больше неожиданностей. Джейсон Оукэмпо (Jason Ocampo) из IGN соглашается с этим, отмечая, что «в кампаниях вас ожидают избитые сюжетные повороты», хоть он и хвалит в целом «новые повороты» стиля геймплея в серии Age of Empires. GameSpy замечает, что некоторые функции сильно опоздали. Тем не менее, геймплей получил высокую оценку, сопровождаемую вопросом: «Играли ли вы когда-нибудь в дополнение или сиквел, а затем понимали, что никогда больше не вернетесь к предшественнику, потому что теперь вы испорчены новизной?»